# Podor (departamento)
Podor é um departamento da região de Saint-Louis, no Senegal.